# Аксаково (Белебеївський район)
Акса́ково (рос. Аксаково, башк. Аксаков) — село (колишнє смт) у складі Белебеївського району Башкортостану, Росія. Адміністративний центр Аксаковської сільської ради.
Населення — 3131 особа (2010; 3173 в 2002).